# エル・シコデリコ
エル・シコデリコ（El Sicodélico、本名：Pablo Rodríguez Arellano、1944年4月4日 - ）は、メキシコの元プロレスラー。
ミル・マスカラスの実弟、ドス・カラスの実兄であり、彼らと同じくリンピオの覆面レスラーとして活動したが、キャリア晩年はルードに転じた。長男のイホ・デル・シコデリコと次男のシコデリコ・ジュニアもプロレスラーである。

## 来歴
兄アーロン・ロドリゲス（ミル・マスカラス）の影響で少年時代からボディビルに打ち込み、ディアブロ・ベラスコのジムでトレーニングを積んだ後、1968年にハリスコ州グアダラハラでデビュー。ボディビルで鍛え上げた肉体を武器に、アルゼンチン・バックブリーカーなどの力技を用いるヘビー級のパワーファイターとしてキャリアを積んだ。
1971年6月、マスカラスが主戦場としていたアメリカ西海岸のロサンゼルス地区に登場。マスカラスとの兄弟コンビでキンジ渋谷&マサ斎藤のNWAアメリカス・タッグ王座に挑戦し、マスカラスの抗争相手だったジョン・トロスとも対戦した。同年末、日本プロレスに来日して、ザ・ストンパー、マリオ・ミラノ、ジン・アンダーソン、デール・ルイス、アサシンB、特別参加のボボ・ブラジルらと共に、年明け1972年1月の『新春チャンピオン・シリーズ』に参戦。「ミル・マスカラスの弟」として注目を集めたが、キャリア不足を露呈し戦績は芳しくなく、期待を裏切る結果となった。
以後、メキシコのEMLLを主戦場にしつつ、1973年からはアメリカ南部にも遠征。ジョージアではパンテラ・ネグラをパートナーに、ボブ・アームストロング、シャチ横内、ターザン・タイラー、ブッチャー・ブラニガンらとタッグマッチで対戦。2月27日に行われたジョージア・チャンピオンシップ・レスリング認定のNWAメイコン・タッグ王座決定トーナメントには、ビクター・リベラと組んで出場した。フロリダではロベルト・ソトとのコンビで活動し、クリス・マルコフともシングルマッチで対戦している。テキサス州サンアントニオでは再びマスカラスのパートナーとなり、ロサンゼルスでも抗争したエル・ゴリアス&ブラック・ゴールドマンのインターナショナル・タッグ王座に挑戦するも、ここでも戴冠を果たすことはなかった。
その間にはロサンゼルスに居住して、宿敵ゴールドマンの夫人の妹と結婚して2児（イホ・デル・シコデリコ、シコデリコ・ジュニア）をもうけ、1970年代後半にアメリカ合衆国のグリーンカードを取得、セミリタイアしてアイスクリーム・ショップを開業した。試合にも時折出場し、1980年にはテキサス州ヒューストンでのWCCWの興行にて、ジノ・ヘルナンデスやキラー・ブルックスと対戦している。
事業から撤退後、1984年にプエルトリコにて復帰、以降はメキシコシティに戻り、1986年は弟のドス・カラスとタッグを組んで活動、マスカラスを加えたトリオでロス・ブラソス（ブラソ・デ・オロ、エル・ブラソ、ブラソ・デ・プラタ）との3兄弟抗争も行われた。
1989年、ティフアナのWWAにてサンドカン&カオスをパートナーに世界トリオ王座を獲得。1992年にはAAAの旗揚げに参加、当初はリンピオのポジションだったが、エース格のコナンと仲間割れしてルードに転向。以降、コナンとの抗争アングルが組まれマスカラ・コントラ・カベジェラも予定されていたが、競合団体EMLLの妨害でショーは中止となり、彼自身もAAAを解雇された。
当時の彼は体重が125kgにまで増加しており、その後も現役を続けるも古傷の右膝を悪化させ、1996年に引退した。引退後はアメリカのサンアントニオに定住し、中古車販売業に携わっている。

## 得意技
- ドロップキック
- アルゼンチン・バックブリーカー
- ベアハッグ
- プランチャ・スイシーダ

## 獲得タイトル
- WWA世界トリオ王座（w / サンドカン&カオス）[16]